# Tamer Galal

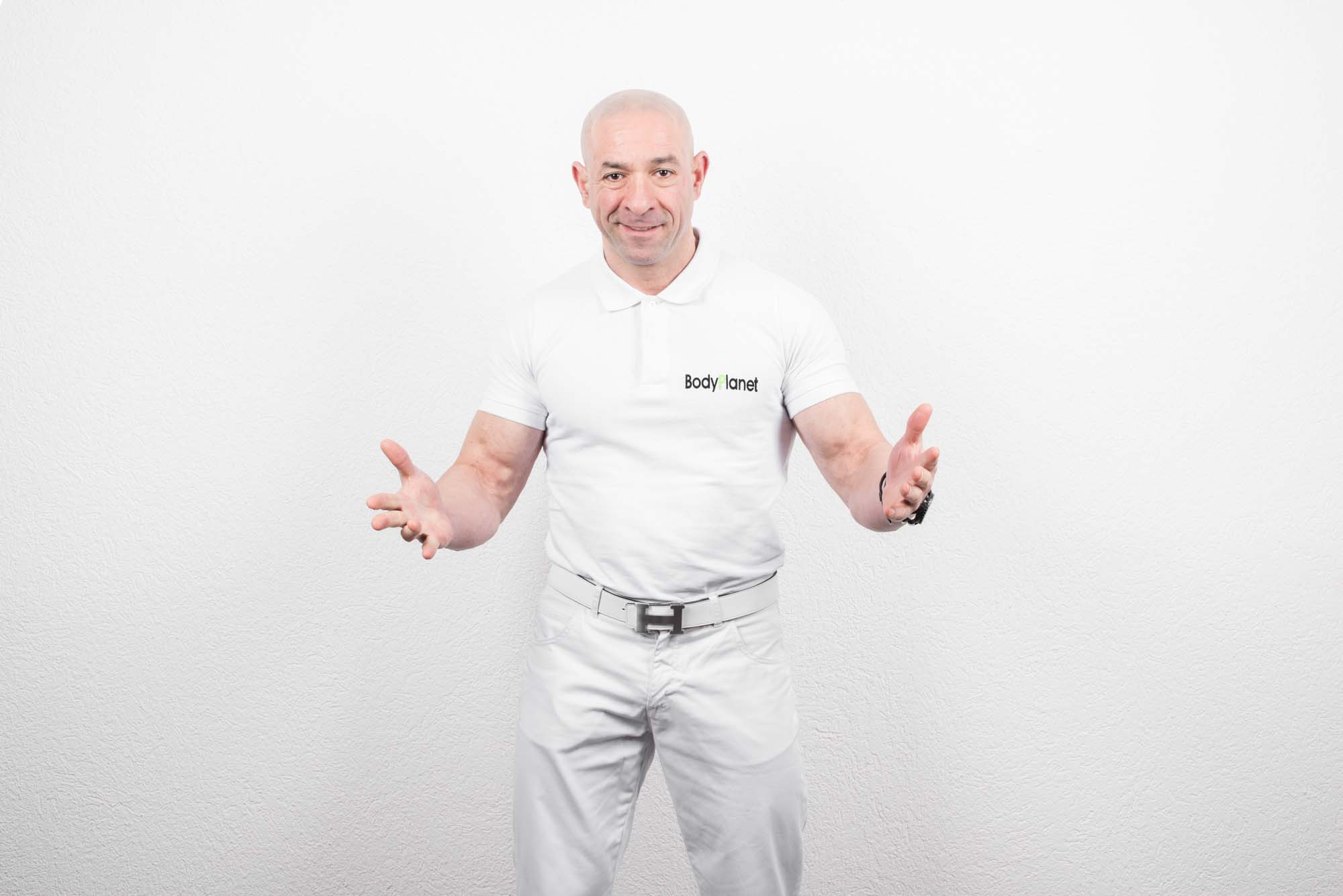
Tamer Galal, 2017

Tamer Galal (* 13. November 1971 in Stuttgart) ist ein deutscher Bodybuilder, mehrfacher Deutscher Meister, Europameister, Weltmeister und Mr. Universum und Personal Trainer.  Das von Tamer Galal eröffnete „BodyPlanet“ wurde 14 Jahre in Folge von IFBB und NAC zum erfolgreichsten Fitnessstudio gewählt.
Tamer Galal absolvierte die Ausbildung NLP Master von Richard Bandler Society of NLP und ist außerdem ausgebildet als Hypnose-Therapeut nach Milton H. Erickson.

## Leben und Karriere
Tamer Galal begann 1988 mit dem Krafttraining, zunächst allerdings nur als Hobby. 1991 erreichte er den 1. Platz im Wettkampf der „Stuttgarter Stadtpokale“. Danach wurde er von Attila Hercsuth trainiert, derzeit Vorsitzender des NAC Süd.
Zwischen 1999 und 2004 nahm Galal an über 180 Wettkämpfen teil, war mehrfacher deutscher Meister, später auch Europameister und Weltmeister und siegte 2004 beim Wettbewerb „Men Superbody“ der World Fitness Federation in der Altersklasse der über 30-Jährigen.
Darüber hinaus ist Tamer Galal als Personal Trainer tätig. Von 1999 bis 2013 hielt Galal die Auszeichnung „Erfolgreichster Trainer in Deutschland“ in verschiedenen Verbänden für Wettkampfernährung, Wettkampftraining und Wettkampfposing.
Er ist Inhaber des im Jahr 2000 gegründeten „BodyPlanet“ in Ludwigsburg. Das „BodyPlanet“ wurde 13 Jahre in Folge von IFBB und NAC zum erfolgreichsten Fitnessstudio gewählt. Er hat eine DVD und ein Buch veröffentlicht. Galal ist 1,74 m groß und sein Wettkampfgewicht beträgt 85 kg.

## Wettbewerbe und Erfolge (Auswahl)
- Wettbewerbe und Erfolge (Auswahl)
  - 1993 Eröffnung „Body & Fitness Shop“ in Ludwigsburg[10]
  - 1995 Ausbildung Ernährungsberater, Personaltrainer
  - 1996 Fernstudium „Ökotrophologie, Ernährungswissenschaften“
  - 1997 Fortbildung Fitness- und Personaltrainer Master-Diplom in USA
  - 1998 Fortbildungen Ernährung und Training in Russland St. Petersburg
  - 1998 Zertifikat Manager für Fitness- und Freizeitunternehmen
  - 1999 bis 2004 an über 180 Wettkämpfen teilgenommen, mehrfacher deutscher Meister, Europameister, Weltmeister, Mr. Universum[2]
  - 1999 bis 2013 Auszeichnung „Erfolgreichster Trainer in Deutschland“ in verschiedenen Verbänden für Wettkampfernährung, Wettkampftraining, Wettkampfposing
  - 2004 Wettkampf „Mr. Universum Over all Champ“[11]
  - 2006 Lehrgang “Functional Trainer”
  - 2014 Ausbildung NLP Practitioner von Richard Bandler Society of NLP
  - 2014 Ausbildung NLP Master von Richard Bandler Society of NLP
  - 2015 Ausbildung NLP Hypnose Therapeut nach Milton H. Erickson
  - 2015 Fortbildung zum Motivationstrainer
  - 1994 bis 2021 erfolgreiche Betreuung von mehr als 1812 Wettkampfathleten mit erfolgreicher Auszeichnung. Dabei waren 6-mal Mr. Universum, 6 Weltmeister, 10 Europameister, 4-mal Miss Fitness World und viele Vizetitel
  - Das BodyPlanet wurde 14 Jahre hintereinander zum erfolgreichsten Studio gewählt von NAC Germany  World Fitness Federation[6][7]

## Belege
1. 1 2 3 4  Vita. Abgerufen am 6. April 2017.
2. 1 2  Stuttgarter Zeitung, Stuttgart Germany: Tamer Galal bei seinem Titelgewinn als Mister Universum 2004 - Stuttgarter Zeitung. Abgerufen am 22. Dezember 2021.
3. 1 2  Ludwigsburg: Unterschiedliche Kulturen vereint. 27. April 2015, abgerufen am 6. April 2017.
4. ↑  NLP & Hypnose. In: Tamer Galal: Coaching. Abgerufen am 27. Dezember 2021 (deutsch).
5. ↑  Landesverbände des NAC Germany. Archiviert vom Original am 6. September 2017; abgerufen am 6. April 2017.
6. 1 2  World Fitness Federation (WFF): Mr. Universum 2004: The Results. (Memento vom 8. April 2017 im Internet Archive)
7. 1 2  Ludwigsburger Kreiszeitung: „In allererster Linie bin ich Mensch“. Interview mit Fragen von Johannes Koch. S. 10–11
8. ↑  Bodyplanet DVD. Abgerufen am 6. April 2017.
9. ↑  Galal, Tamer (2016): Achtung Traumkörper! Fettzerstörende Rezepte. (Eigenverlag). ISBN 978-3-00-055247-2.
10. ↑  BodyPlanet – Nahrungsergänzungsmittel. Abgerufen am 22. Dezember 2021.
11. ↑  Gegen Muskelschwund ab 50. In: Schwäbische. 5. Juni 2013, abgerufen am 25. Mai 2025.

| Personendaten    | Personendaten                                     |
| ---------------- | ------------------------------------------------- |
| NAME             | Galal, Tamer                                      |
| KURZBESCHREIBUNG | deutscher Bodybuilder, Personal Trainer und Autor |
| GEBURTSDATUM     | 13. November 1971                                 |
| GEBURTSORT       | Stuttgart                                         |